# Свидники (Волынская область)
Свидники (укр. Свидники) — село в Голобской поселковой общине Ковельского района Волынской области Украины.
Код КОАТУУ — 0722188006. Население по переписи 2001 года составляет 171 человек. Почтовый индекс — 45091. Телефонный код — 3352. Занимает площадь 0,435 км².